# Borrello
Borrello est une commune de la province de Chieti dans les Abruzzes en Italie.

## Administration
| Période                                  | Période  | Identité         | Étiquette | Qualité |
| ---------------------------------------- | -------- | ---------------- | --------- | ------- |
| 14 juin 2004                             | En cours | Giovanni Ferrari |           |         |
| Les données manquantes sont à compléter. |          |                  |           |         |

### Hameaux
Baronessa 

### Communes limitrophes
Civitaluparella, Fallo, Pescopennataro (IS), Quadri, Rosello, Sant'Angelo del Pesco (IS), Villa Santa Maria